# RKSV Scherpenheuvel
Maillots
Le RKSV Scherpenheuvel, de son nom complet Rooms Katholieke Sport Vereniging Scherpenheuvel, est un club de football basé à Willemstad dans l'île de Curaçao. 

## Histoire du club
Fondé le 1er janvier 1933, le club remporte deux championnats de Curaçao et un championnat des Antilles néerlandaises, dans les années 1960. 
Son succès en championnat des Antilles néerlandaises lui permet de participer à la Coupe des champions de la CONCACAF 1968, où il est éliminé dès son entrée en lice par la formation surinamienne du SV Transvaal.

## Palmarès
- Championnat des Antilles néerlandaises (1) :
  - Vainqueur en 1967

- Championnat de Curaçao (3) :
  - Vainqueur en 1965, 1969, 2020
  - Finaliste en 1962, 1967 et 1968

### Liens
- Championnat de Curaçao de football
- Fiche du club sur le site soccerway